# 알리스터 크롤리

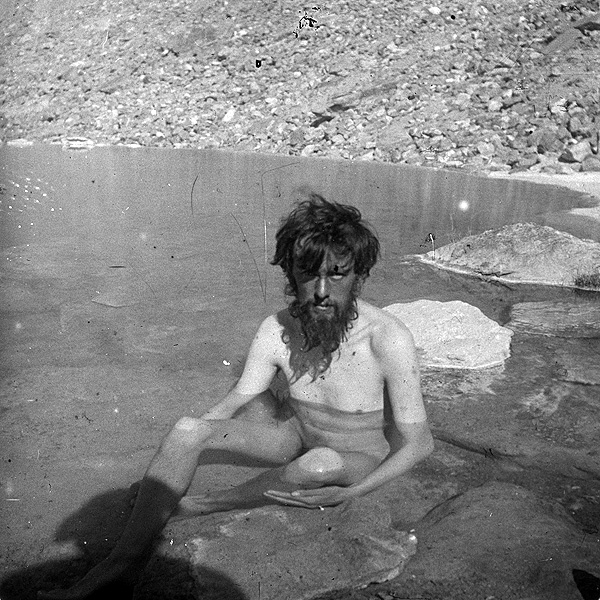
K2를 탐험 중인 크롤리

알리스터 크롤리(영어: Aleister Crowley, 1875년 10월 12일 ~ 1947년 12월 1일)는 잉글랜드의 오컬티스트, 신비, 의식 마법사이자 시인, 등산가이다. 그는 에드워드 알렉산더 크롤리(영어: Edward Alexander Crowley)라는 이름으로 태어났으며 Frater Perdurabo, 위대한 짐승 666(The Great Beast 666)으로도 알려져 있다. 크로울리는 텔레마 종교 철학을 설립하는 일을 맡았다. 이탈리아 시칠리아에 소재한 텔레마 사원은 크롤리가 건립한 후 그 곳에서 오컬트 의식을 했으며 현재 세계 13대 마경 중 하나이다.

## 같이 보기
- 위키미디어 공용에 알리스터 크롤리 관련 미디어 분류가 있습니다.
- 텔레마
- 맨리 팔머 홀